# Gunungiella dachami
Gunungiella dachami är en nattsländeart som beskrevs av Schmid 1968. Gunungiella dachami ingår i släktet Gunungiella och familjen stengömmenattsländor. Inga underarter finns listade i Catalogue of Life.